# Roodvinzalm
De roodvinzalm (Aphyocharax anisitsi) is een tropische vis die oorspronkelijk uit Argentinië afkomstig is. Zoals de naam al doet vermoeden zijn de vinnen van deze vis roodgekleurd. 
Deze vis komt vaak voor in zoetwateraquaria, omdat het een makkelijk te houden vissoort is. 